# جغرافیای تاریخی فارس

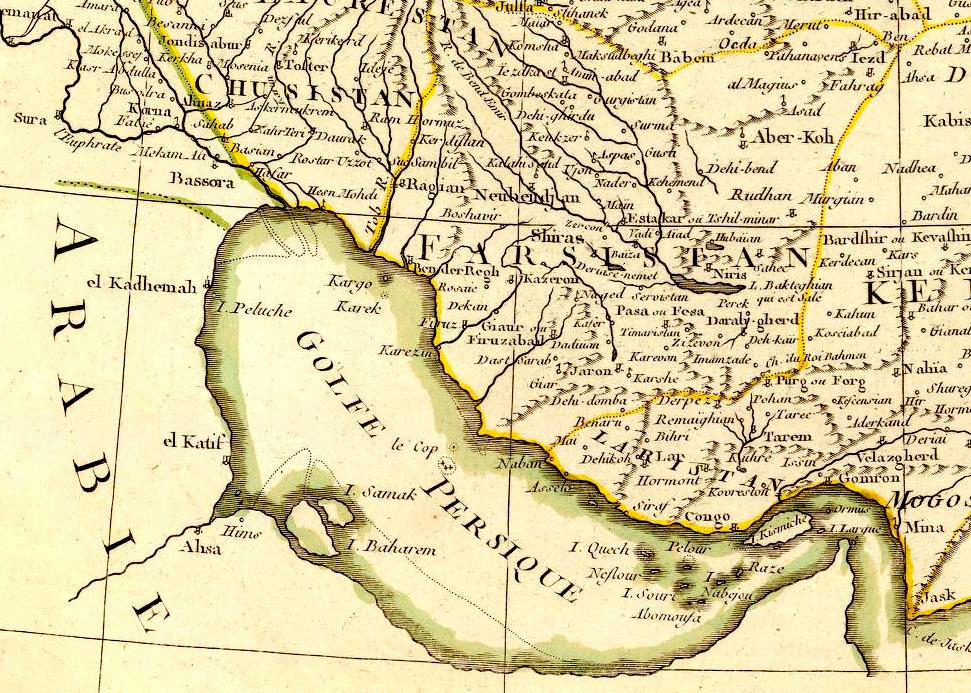
یکی از نقشه‌های تاریخی فارس قدیم مربوط به ۱۷۸۷ میلادی

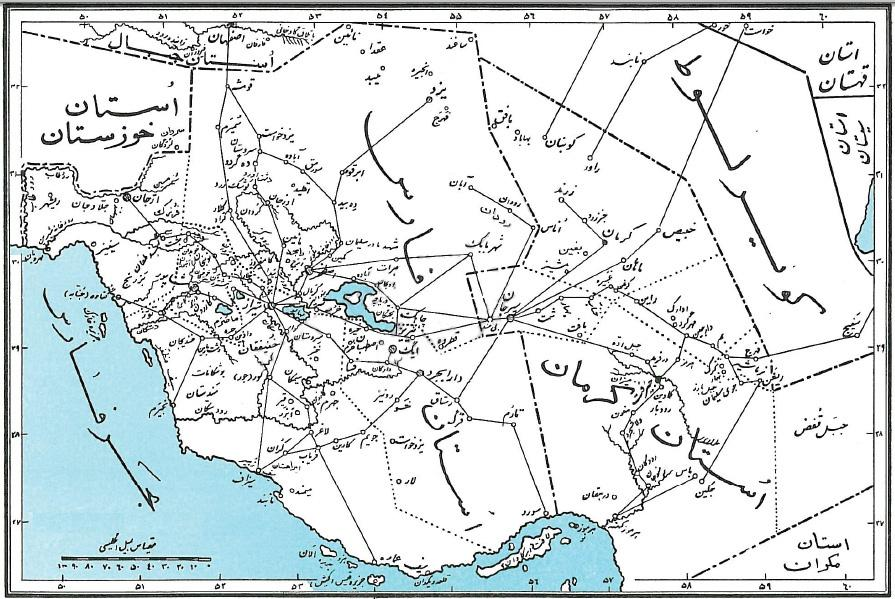
موقعیت فارس در ساحل خلیج فارس در عصر خلفای عباسی برگرفته از کتاب جغرافیای تاریخی سرزمین‌های خلافت شرقی

فارس قدیم یا ایالت فارس در گذشته شامل نواحی جنوبی ایران منتهی به خلیج فارس بوده‌است. در آغاز دوره اسلامی علاوه بر استان فارس کنونی، استان بوشهر استان هرمزگان، استان کهگیلویه و بویراحمد و حتی استان یزد جزء ایالت فارس محسوب می‌شدند. در ضمن شهرستان بهبهان که فعلاً جزء استان خوزستان است، سابق جزء این ایالت به حساب می‌آمد. ابن حوقل جغرافیدان قرن چهارم هجری قمری، ایالت فارس را چنین ذکر می‌کند «از طرف مشرق، حدود کرمان و از مغرب نواحی خوزستان و از شمال به بیابان واقع در میان فارس و خراسان و قسمتی از اصفهان و از جنوب به دریای فارس محدود‌است.»

## تعریف جغرافیای تاریخی
جغرافیای تاریخی عبارت است از علمی که تأثیر محیط جغرافیایی را بر وقایع تاریخی، سیر تکامل دولت‌ها و تغییرات مرزی‌شان و تاریخ اکتشافات جغرافیایی را بیان می‌کند. به عبارت دیگر جغرافیای تاریخی شامل بازسازی محیط‌های گذشته به شیوهٔ بررسی سلسله وقایع در یک زمان یا ارزیابی آن‌ها با توجه به تحولات گذشته.

## تقسیمات ایالت فارس

### دورهٔ پیش از اسلام
ایالت فارس از دورهٔ قبل از اسلام به پنج خوره (کوره) تقسیم شده‌بود. این پنج کوره که در دوره بعد از اسلام نیز برقرار بود عبارتند از کورهٔ اصطخر، کورهٔ دارابگرد، کورهٔ اردشیر، کورهٔ شاپور و کورهٔ قباد. اصطخری در قرن چهارم هجری گوید «بزرگترین شهر فارس شیراز است و از آن پس به قیاس پسا، سیراف، ارغان (بهبهان کنونی)، توج، سابور (شاپور)، اصطخر، کثه، دارابجرد (داراب کنونی)، جور (فیروزآباد کنونی) جنابه (بندر گناوه کنونی) نوبندجان و غندجان که درجه به درجه بر یکدیگر زیادتی دارند.»

#### کورهٔ اصطخر
کورهٔ اصطخر از نظر وسعت از همهٔ ولایات دیگر بزرگتر بود و شمال و شمال شرقی آن خطه را شامل می‌شد. شهرهایی مانند اصطخر، یزد، میبد و نایین جزء کورهٔ اصطخر بودند. مرکز این کوره در دورهٔ قبل از اسلام شهر اصطخر بود و بعد از اسلام نیز تا زمانی که اصطخر اهمیتی داشت، مرکز این کوره محسوب می‌شد. همچنین شهرک‌هایی مانند آباده، اقلید، بیضا و یزدخواست جزء این کوره به حساب می‌آمدند.

#### کورهٔ دارابگرد
کورهٔ دارابگرد شامل شهرهایی چون دارابگرد، فسا، ایج، جهرم، اصطهبان و جویم (گویم) ابی‌احمد جزء کورهٔ دارابگرد محسوب می‌شدند. مرکز این کوره شهر داربگرد یا داراب فعلی بود.

#### کورهٔ اردشیر
کورهٔ اردشیر یا اردشیرخوره در زمان ساسانیان قسمت جنوبی فارس از فیروزآباد تا سیراف و دهستان نای‌بند در جنوب غرب و از آنجا تا بندر مهروبان (ماهی‌روبان) در جنوب شرق خلیج فارس را شامل می‌شده‌است. این کوره در ۱۹ قمری به وسیلهٔ مسلمانان به فرماندهی عثمان ابن ابی‌العاص فتح شده‌است. نواحی ساحلی آن را سیف نامیده‌اند که شامل: سیف عماره (در خاور جزیره قیس)، سیف زهیر (ساحل جنوبی ایراهستان و سیراف)، سیف مظفر (در شمال نجیرم) بوده‌است.  شهرهای فیروزآباد (جور)، شیراز، توج (توز) و سیراف جزء کورهٔ اردشیر یا اردشیرخوره بودند. مرکز این کوره، شهر فیروزآباد بود.

#### کورهٔ شاپور
کورهٔ شاپور یا شاپورخوره شامل شهرهای شاپور، کازرون، نوبندجان و غندجان بود. مرکز این کوره شهر شاپور بود.

#### کورهٔ قباد
کورهٔ قباد یا قبادخوره شامل شهرهای ارجان (ارغان، بهبهان کنونی)، جنابا (جنابه، بندر گناوه فعلی)، ریشهر، مهروبان (ماه‌رویان) و سینیز بود. مرکز این کوره شهر ارجان (بهبهان) بود.

### دورهٔ قاجاریه
در جلد دوم کتاب فارسنامه ناصری، کتابی که به دستور ناصرالدین‌شاه در حوزهٔ تاریخ و جغرافیای استان فارس که در فاصلهٔ سال‌های ۱۳۰۰ تا ۱۳۱۱ هـ. ق توسط حسن حسینی فسائی به رشتهٔ تحریر درآمده‌است، تقسیمات اداری-جغرافیایی ایالت فارس در آن زمان، بلوکات تشکیل‌دهندهٔ این ایالت، و شهرها و قریه‌های تابع آن‌ها، و همین‌طور وضعیت اجتماعی و اقتصادی هر یک از این بلوک‌ها را شرح می‌کند. بر اساس فارسنامه ناصری، ایالت فارس دارای شصت و سه بلوک بوده، که هر کدام حاکم و کلانتر منصوبه مختص خود را داشته، و حاکمین و کلانتران هر بلوک در امور مدیریتی بلوک دیگری دخالت نمی‌کردند. در طول سال‌ها تا به امروزه، هفت عدد از این شصت و سه بلوک از اراضیی که امروزه به آن‌ها «فارس» گفته می‌شود جدا شده‌اند، مانند بلوک ابرقوه، بحرین، بشاگرد، بختیاری جانکی، رامهرمز، هرات-مروست و غیره.